# 哈佛大学绯红队
哈佛大学绯红队（英語：Harvard Crimson）是哈佛大学的体育代表队。学校共有42支队伍参加国家大学体育协会（NCAA）第一级的各项赛事，参赛数量位居各校之首。与其他常青藤盟校一样，哈佛大学并不向学生提供体育奖学金。

## 全国冠军
哈佛大学校史上曾夺得过四座NCAA全国冠军奖杯：
- 男子（1次）
  - 冰球（1次）：1989年
- 女子（2次）
  - 袋棍球（1次）：1990年
  - 赛艇（1次）：2003年
- 男女混合（1次）
  - 击剑（1次）：2006年

以下为39次未经NCAA背书的全国冠军：
- 男子
  - 击剑（6次）：1894年、1895年、1896年、1897年、1899年、1900年
  - 美式足球[6]（8次）：1875年、1890年、1898年、1899年、1910年、1912年、1913年、1919年
  - 高尔夫（6次）：1898年（秋）、1899年、1901年、1902年（秋）、1903年、 1904年
  - 袋棍球（2次）：1881年、1912年
  - 室外田径（13次）：1880年、1881年、 1882年、1883年、1884年、1885年、1886年、1888年、1890年、1891年、1892年、1901年、1909年
  - 赛艇（3次）：2003年、 2004年、 2005年
- 女子
  - 冰球（1次）：1999年